# Coquille (pueblo)
Los Coquille son una tribu amerindia situada al suroeste de Oregón, en los EE. UU., donde el río Coos desemboca en la Bahía de Coos. En 1856 fueron forzados a trasladarse al territorio de las reservas Siletz y Grand Ronde. En 1954, el gobierno federal decidió aplicarles la termination en su reconocimiento tribal, pero en 1989 la tribu fue nuevamente reconocida federalmente.
Los grupos Coquille incluyen los Upper Coquille (mishikwutinetunne "gente que vive en la corriente llamada Mishi"), kwatami, shasta costa, dakubetede (applegate), y tututni. Los tututni incluyen los yukichetunne, tututni, mikonotunne, chemetunne, chetleshin, kwaishtunnetunne, y taltushtuntede (galice). A comienzos del siglo XIX probablemente eran unos 8.000 individuos, pero los contactos con los tramperos blancos y las enfermedades los redujeron a unos centenares a comienzos del siglo XX.
La lengua coquille está extinguida. Pertenecía a la rama meridional de las lenguas atabascana (tronco na-dené) clasificada como parte de la rama tolowa-galice de la costa de Oregón. Su estilo de vida, como los de la mayoría de tribus de la Costa Noroeste, se basa en la pesca y la recolección de marisco. Vivían en cases fabricadas con planchas de cedro.